# Trochosa kaieteurensis
Trochosa kaieteurensis este o specie de păianjeni din genul Trochosa, familia Lycosidae. A fost descrisă pentru prima dată de Willis J. Gertsch și Wallace, 1937.
Este endemică în Guyana. Conform Catalogue of Life specia Trochosa kaieteurensis nu are subspecii cunoscute.